# Ассия (Кипр)
Ассия (греч. Άσσια) / Пашакёй (тур. Paşaköy) — деревня на острове Кипр, на территории частично признанного государства Турецкая Республика Северного Кипра (согласно мнению международного сообщества — в Республике Кипр). В административном плане имеет статус муниципалитета в составе района Газимагуса.
Ассия известна как место рождения христианского святого Спиридона Тримифунтского, прославленного в лике святителя и чудотворца.

## Географическое положение
Деревня находится в северо-восточной части острова, в западной части района, на высоте 51 метра над уровнем моря.
Ассия расположена на расстоянии приблизительно 26 километров к западу-северо-западу (WNW) от Фамагусты, административного центра района.

## Население
По данным переписи 2006 года, численность населения Ассии составляла 1973 человек, из которых мужчины составляли 52,8 %, женщины — соответственно 47,2 %.

## Транспорт
Ближайший гражданский аэропорт — Международный аэропорт Эрджан.

## Спорт
До конфликта 1974 года в деревне базировался футбольный клуб Этникос. В настоящее время клуб проводит свои домашние встречи на стадионе Макарио, расположенном в Никосии.